# Carina Dengler
Carina Dengler, född 11 november 1994 i Neumarkt in der Oberpfalz i Bayern, är en tysk skådespelerska och tidigare sångerska inom volkstümliche musik.

## Biografi
Dengler föddes som dotter till Toni och Monika Dengler och kommer från Pilsach i bayerska Landkreis Neumarkt in der Oberpfalz. Sedan 2010 är Dengler verksam som sångerska under artistnamnet "Carina" och framträder vid festivaler och olika arrangemang i Tyskland, Österrike och Schweiz. Dengler är utbildad frisör.
I september 2010 gavs hennes första skiva ut med titeln I hob a bayrisches Herz. I februari 2013 kom den andra skivan, Volksmusik war gestern.
Dengler medverkar sedan 2013 i BR:s TV-serie Dahoam is Dahoam där hon gör en av huvudrollerna, med första medverkan i avsnitt 1129. Dengler fick rollen i konkurrens med 600 sökande. I serien gör hon rollen som Katharina "Kathi" Benninger, ny lärling vid bryggeriet Kirchleitner-Brauerei.
I september 2014 gav Dengler ut sin tredje skiva, Sexy Volksmusik. År 2017 kom hennes fjärde och sista skiva, A Madl vom Land.
I februari 2018 valde Dengler att fortsättningsvis fokusera på sin karriär som skådespelare. I slutet av februari gjorde hon sitt sista offentliga framträdande som sångerska.
1 juni 2024 ingick Dengler äktenskap med Stefan Kraus från Gnadenberg.

## Filmografi
- 2013-ff: Dahoam is Dahoam

## Diskografi
- 2010: I hob a bayrisches Herz, Rosewood
- 2013: Volksmusik war gestern, Telamo
- 2014: Sexy Volksmusik, Telamo
- 2017: A Madl vom Land, Rosewood

### Översättning
Den här artikeln är helt eller delvis baserad på material från tyskspråkiga Wikipedia.